# 신양초등학교 귀곡분교
신양초등학교 귀곡분교는 대한민국 충청남도 예산군 신양면 불원귀곡길 108 (귀곡리)에 있었던 공립 초등학교이다.

## 학교 연혁
- 1938.08.02 신양공립심상소학교 부설 귀곡간이학교 개교(설립인가 6월 13일)
- 1951.11.11 귀곡국민학교로 개교(설립인가 9월 1일)
- 1985.03.07 병설유치원 개원
- 1994.03.01 신양국민학교 귀곡분교장으로 격하
- 1996.03.01 신양초등학교 귀곡분교로 개칭
- 1999.03.01 귀곡분교장을 신양초등학교와 통합